# Fanfan Tulipan (film 2003)
Fanfan Tulipan (tytuł oryginalny: Fanfan la Tulipe) – francuski film kostiumowy w reżyserii Gérarda Krawczyka z 2003 roku.  Film jest remakiem filmu Fanfan Tulipan z 1952 roku.

## Obsada
- Vincent Pérez: Fanfan Tulipan
- Penélope Cruz: Adeline la Franchise
- Didier Bourdon: Ludwik XV, król Francji
- Hélène de Fougerolles: Madame de Pompadour
- Michel Muller: Tranche-Montagne
- Guillaume Gallienne: Colonel A.B.C.D. de La Houlette
- Gérald Laroche: Corsini
- Jacques Frantz: Sergent La Franchise
- Philippe Dormoy: Adjudant Fier-à-Bras
- Gilles Arbona: Le Maréchal
- Jean-Pol Dubois: L'Aumônier
- Philippe du Janerand: Koenigseck
- Magdalena Mielcarz: Henriette de France
- Anna Majcher: Wanda
- François Chattot: Le Curé
- Yves Pignot: Maître Guillaume
- Jacques Dynam: Chaville
- Jean-François Lapalus: l'oncle de Lison
- Fabio Zenoni: l'interprète
- Adrien Saint-Joré: Tourne Autour
- Patrick Steltzer: le chef des brigands
- François Soule: le lieutenant
- Eugénie Alquezar: Lison
- Mickael Moyon: Lascar
- Vincent Valladon: Rouquin
- Augustin Legrand: Brèche Dent
- Jean-Marc Huber: Bandit lubrique
- Bernard Maître: Flageolet